# 中原師遠
中原 師遠（なかはら の もろとお）は、平安時代後期の貴族。大外記・中原師平の子。官位は正五位上・大外記。

## 経歴
父・師平に続いて明経得業生から明経試に及第し、寛治2年（1088年）権少外記に任ぜられる。寛治4年（1090年）には中原氏の祖である中原有象以来の伝来の官職である大外記に任ぜられ、従五位下に叙爵。
寛治5年（1091年）父・師平の明経博士辞任に伴い直講に任ぜられると、寛治7年（1093年）に天文密奏宣旨を受け、初めて釈奠の座主役を務めて『孝経』を講ずるなど、儒学者としての経歴を重ね、承徳2年（1098年）には直講の功労により従五位上に叙せられている。またこの間、永長2年（1097年）に関白内大臣・藤原師通家の文殿に任ぜられているが、承徳3年（1099年）に師通が薨去した際に暇の上申なく服喪のために籠居したことから、短期間ながら勅勘を蒙っている。
康和3年（1101年）再び大外記に任ぜられると、没する直前の大治5年（1130年）まで、白河院政期から鳥羽院政期までのほぼ30年に亘ってこれを務める。この間、朝廷の官人として主計権助・主計頭を、儒学者として直講・助教・明経博士を、さらには摂関家（藤原忠実・忠通）の政所別当も務めている。なお、天永2年（1111年）に記録荘園券契所が再設置された際にはその寄人に任ぜられている。一方で、長治元年（1104年）正五位下、永久元年（1113年）正五位上に昇進した。
大治5年（1130年）正月に大外記から隠岐守に転じるが、同年8月6日卒去。享年61。最終官位は隠岐守正五位上兼修理左宮城判官主殿頭図書頭明経博士。

## 著作
日記は大部分が散逸しているが、大治2年（1127年）に肥前国から鯨珠（鯨の体内から発見された玉）が朝廷に献上された経緯を記した『鯨珠記』が逸文として伝わっている。ほかに、年中行事書『師遠年中行事』や、見聞した事柄を記した『随見聞抄』などの著作がある。

## 官歴
『地下家伝』による。
- 承暦2年（1078年） 6月：明経擬得業生
- 永保元年（1081年） 正月：元服。8月：明経得業生
- 永保3年（1083年） 正月：但馬少掾
- 応徳元年（1084年） 12月20日：明経試及第
- 応徳3年（1086年） 日付不詳：大舎人少允
- 寛治2年（1088年） 12月25日：権少外記
- 寛治3年（1089年） 正月：少外記。2月29日：造曹司別当
- 寛治4年（1090年） 正月：大外記。2月23日：従五位下（平野大原野行幸行事賞）
- 寛治5年（1091年） 正月28日：直講（中原師平の明経博士辞任）。9月17日：辞官（父服喪）
- 寛治6年（1092年） 11月：復任
- 寛治7年（1093年） 2月12日：天文密奏宣旨
- 永長2年（1097年） 正月29日：兼紀伊権介（直講労）。2月22日：関白内大臣（藤原師通）家文殿
- 承徳2年（1098年） 正月6日：従五位上（直講労）
- 承徳3年（1099年） 8月19日：勅勘（暇申上なく藤原師通への服喪による籠居）。9月27日：恩免
- 康和2年（1100年） 2月24日：白河院文殿。12月15日：主計権助
- 康和3年（1101年） 2月9日：兼大外記。月不詳23日：周防権介（大外記労）
- 長治元年（1104年） 2月27日：正五位下（賀茂行幸行事賞）
- 長治2年（1105年） 6月18日：助教
- 嘉承元年（1106年） 3月11日：兼越前権介。12月29日：関白右大臣（藤原忠実）家政所別当
- 天仁元年（1108年） 3月5日：兼修理左宮城判官
- 天仁2年（1109年） 8月13日：辞官（母服喪）。12月6日：復任。
- 天永元年（1110年） 正月28日：兼播磨権介。10月12日：主計頭
- 天永2年（1111年） 9月9日：記録荘園券契所寄人
- 永久元年（1113年） 8月17日：正五位上
- 永久2年（1114年） 正月22日：兼但馬権守（主計頭労）
- 永久5年（1117年） 正月19日：兼摂津守
- 元永2年（1119年） 2月23日：佳子内親王家別当
- 保安元年（1120年） 正月28日：兼図書頭
- 保安2年（1121年） 2月5日：関白内大臣（藤原忠通）家政所別当。4月：兼越前権守
- 保安4年（1123年） 11月26日：明経博士
- 天治2年（1125年） 12月15日：兼主殿頭
- 大治元年（1126年） 12月7日：伊予権守
- 大治5年（1130年） 正月28日：隠岐守（止大外記）

## 系譜[1]
- 父：中原師平
- 母：不詳
- 妻：惟宗経定の娘
  - 男子：中原師元（1109-1175）
- 生母不明の子女
  - 男子：中原師安（1088-1154）
  - 男子：中原師清（1090-1132）
  - 男子：中原師憲
  - 男子：相宴
  - 男子：安覚